# クリノハナ
クリノハナは、日本の競走馬、種牡馬。1952年の皐月賞と東京優駿（日本ダービー）を制し、クラシック二冠を達成、種牡馬としても3頭の天皇賞優勝馬を輩出するなど成功を収めた。競走馬時代の主戦騎手は八木沢勝美。

## 経歴

### 競走馬時代
クリフジなどを所有した栗林友二の生産所有馬。3歳時に関東の名門・尾形藤吉厩舎に入ったが、競走馬としてのデビューは遅く、初戦は4歳に入っての1952年3月であった。ここを2番人気で優勝すると、以後1ヶ月余りのうちに3連勝、4月27日には早くも皐月賞に出走した。ここでは4番人気に支持され、レースでは後方待機策から最後の直線で追い込み、同厩舎に所属する牝馬・タカハタとの競り合いをクビ差制して優勝。重賞初制覇をクラシックで果たした。
次走のオープン戦では、牝馬レダの3着と敗れ、初の敗戦を経験する。これは東京優駿に備えて後方待機一辺倒を改め、先行策を試した結果であった。迎えた東京優駿は、史上最多となる31頭の出走馬を集め行われた。この年は牝馬のレベルが非常に高いと見られ混戦模様を呈すなか、保田隆芳騎乗の僚馬タカハタが1番人気に支持され、クリノハナはセントオーにも次ぐ3番人気となる。レースがスタートすると、八木沢は前走の試乗通りに先行して4番手に付け、すぐ後方にタカハタも続いた。そのまま第4コーナーまで進み、直線の入り口でクリノハナが先頭に立つ。その外からさらにタカハタが馬体を併せ、直線では両馬の激しい競り合いとなった。一杯に競り合った結果、ゴール直前でクリノハナがクビ差抜け出して優勝を果たし、前年のトキノミノルに続く、史上5頭目の春クラシック二冠を達成した。なお、デビュー48日目での皐月賞優勝、77日目でのダービー優勝は、いずれも戦後最短勝利記録である。
しかし、夏の休養を経ての秋シーズン緒戦、タカハタとの2頭立てとなったオープン戦で大差を付けられて敗れると、以降は1勝も挙げられずに終わった。相手陣営が「競り合いに強い」というクリノハナの長所を見て取り、離れた位置から一気に交わすという作戦を取ったことが一因とも言われる。秋5戦目の中山記念7着の後、三冠馬を目指し菊花賞に向けての調整中、脚を傷め、出走を断念。時間を掛ければ立て直しは可能であったが、馬主の栗林は引退を選択し、これを以て競走馬を引退した。

### 種牡馬時代
その後は軽種馬協会に買い上げられ国有種牡馬となったが、種牡馬入り後に腰ふら（腰麻痺）という持病を抱えるようになり、これが嫌われて初年度には繁殖牝馬が集まらなかった。栗林はこの事に不満を覚えてクリノハナを買い戻し、故郷の大東牧場に改めて繋養、所有牝馬に次々と種付けを行った。すると、2年目の産駒から天皇賞（春）に優勝したクリペロが誕生、以降もタカマガハラ、クリヒデと計3頭の天皇賞優勝馬を輩出し、長距離に強い内国産有力種牡馬の1頭となった。
1965年秋、種牡馬生活の後期を過ごした北海道室蘭市のユートピア牧場において、敗血症により死亡。2000年に日本中央競馬会の広報誌『優駿』が選出した「20世紀のベストホース100」の1頭に選出されている。

## 競走成績
| 年月日 | 年月日 | 年月日 |      | レース名         | 頭数 | 人気 | 着順 | 距離（状態）  | タイム | 着差   | 騎手       | 斤量 | 勝ち馬/（2着馬） |
| 1952   | 3.     | 10     | 東京 | 新馬             | 10   | 2    | 1着  | 芝1200m（不） | 1:19.1 | 1/2身  | 八木沢勝美 | 54   | （カントー）     |
|        | 4.     | 6      | 中山 | オープン         | 7    | 1    | 1着  | 芝1600m（良） | 1:42.0 | アタマ | 八木沢勝美 | 54   | （マサタカ）     |
|        | 4.     | 13     | 中山 | 4歳特別          | 8    | 3    | 1着  | 芝1800m（良） | 1:53.3 | 3/4身  | 八木沢勝美 | 56   | （ヤシマアロー） |
|        | 4.     | 27     | 中山 | 皐月賞           | 14   | 4    | 1着  | 芝2000m（良） | 2:06.2 | アタマ | 八木沢勝美 | 57   | （タカハタ）     |
|        | 5.     | 10     | 東京 | オープン         | 5    | 2    | 3着  | 芝1800m（良） |        |        | 八木沢勝美 | 57   | レダ             |
|        | 5.     | 25     | 東京 | 東京優駿         | 31   | 3    | 1着  | 芝2400m（良） | 2:31.4 | クビ   | 八木沢勝美 | 57   | （タカハタ）     |
|        | 9.     | 13     | 東京 | オープン         | 2    | 2    | 2着  | 芝2000m（良） |        | 大差   | 八木沢勝美 | 60   | タカハタ         |
|        | 9.     | 21     | 東京 | オープン         | 4    | 1    | 4着  | 芝1800m（稍） |        |        | 八木沢勝美 | 60   | ハタカゼ         |
|        | 9.     | 28     | 東京 | セントライト記念 | 7    | 1    | 5着  | 芝2400m（良） |        |        | 八木沢勝美 | 62   | マサムネ         |
|        | 10.    | 18     | 中山 | オープン         | 6    | 2    | 2着  | 芝2000m（良） |        | クビ   | 八木沢勝美 | 60   | マサムネ         |
|        | 10.    | 26     | 中山 | 中山記念         | 10   | 1    | 7着  | 芝2400m（良） |        |        | 八木沢勝美 | 59   | キヨストロング   |

## 主な産駒
- クリペロ（1955年産 天皇賞・春、目黒記念・春、毎日王冠、スプリングハンデキャップ、東京杯）
  - 1959年度啓衆社賞最優秀5歳以上牡馬
- クイントップ（1955年産 東京障害特別・秋）
- オーロラ（1956年産 東京障害特別・秋）
- タカマガハラ（1957年産 天皇賞・秋、目黒記念・秋、アメリカジョッキークラブカップ、東京記念、東京杯）
  - 1961年度啓衆社賞最優秀5歳以上牡馬
- チドリ（1957年産 クイーンステークス）
  - 1959年度啓衆社賞最優秀3歳牝馬
- クリヒデ（1958年産 天皇賞・秋）
  - 1962年度啓衆社賞最優秀5歳以上牝馬
- クリバン（1958年産 東京牝馬特別）
- クリライト（1960年産 京王杯スプリングハンデキャップ）
- クリベイ（1961年産 函館記念、クモハタ記念）
- メジロアサヒ（1964年産 クイーンステークス）

## 血統表
| クリノハナの血統（ブランドフォード系 / White Eagle 4×5=9.38%、Lesterlin 4×5=9.38%） | クリノハナの血統（ブランドフォード系 / White Eagle 4×5=9.38%、Lesterlin 4×5=9.38%） | クリノハナの血統（ブランドフォード系 / White Eagle 4×5=9.38%、Lesterlin 4×5=9.38%） | （血統表の出典）   | （血統表の出典） |
| 父 *プリメロ Primero 1931 鹿毛 アイルランド                                         | 父の父Blandford 1919 鹿毛 アイルランド                                              | Swynford                                                                            | John o'Gaunt       | John o'Gaunt     |
| 父 *プリメロ Primero 1931 鹿毛 アイルランド                                         | 父の父Blandford 1919 鹿毛 アイルランド                                              | Swynford                                                                            | Canterbury Pilgrim |                  |
| 父 *プリメロ Primero 1931 鹿毛 アイルランド                                         | 父の父Blandford 1919 鹿毛 アイルランド                                              | Blanche                                                                             | White Eagle        | White Eagle      |
| 父 *プリメロ Primero 1931 鹿毛 アイルランド                                         | 父の父Blandford 1919 鹿毛 アイルランド                                              | Blanche                                                                             | Black Cherry       |                  |
| 父 *プリメロ Primero 1931 鹿毛 アイルランド                                         | 父の母Athasi 1917 鹿毛 アイルランド                                                 | Farasi                                                                              | Desmond            | Desmond          |
| 父 *プリメロ Primero 1931 鹿毛 アイルランド                                         | 父の母Athasi 1917 鹿毛 アイルランド                                                 | Farasi                                                                              | Molly Morgan       |                  |
| 父 *プリメロ Primero 1931 鹿毛 アイルランド                                         | 父の母Athasi 1917 鹿毛 アイルランド                                                 | Athgreany                                                                           | Galloping Simon    | Galloping Simon  |
| 父 *プリメロ Primero 1931 鹿毛 アイルランド                                         | 父の母Athasi 1917 鹿毛 アイルランド                                                 | Athgreany                                                                           | Fairyland          |                  |
| 母 オホヒカリ 1943 栗毛 日本                                                        | 母の父*月友 1932 栗毛 日本                                                          | Man o'War                                                                           | Fair Play          | Fair Play        |
| 母 オホヒカリ 1943 栗毛 日本                                                        | 母の父*月友 1932 栗毛 日本                                                          | Man o'War                                                                           | Mahubah            |                  |
| 母 オホヒカリ 1943 栗毛 日本                                                        | 母の父*月友 1932 栗毛 日本                                                          | *星友 Alzada                                                                        | Sir Martin         | Sir Martin       |
| 母 オホヒカリ 1943 栗毛 日本                                                        | 母の父*月友 1932 栗毛 日本                                                          | *星友 Alzada                                                                        | Colna              |                  |
| 母 オホヒカリ 1943 栗毛 日本                                                        | 母の母*アイリッシュアイズ Irish Eyes 1928 鹿毛 オーストラリア                       | Treclare                                                                            | Tredennis          | Tredennis        |
| 母 オホヒカリ 1943 栗毛 日本                                                        | 母の母*アイリッシュアイズ Irish Eyes 1928 鹿毛 オーストラリア                       | Treclare                                                                            | Clare              |                  |
| 母 オホヒカリ 1943 栗毛 日本                                                        | 母の母*アイリッシュアイズ Irish Eyes 1928 鹿毛 オーストラリア                       | Liena                                                                               | Tressady           | Tressady         |
| 母 オホヒカリ 1943 栗毛 日本                                                        | 母の母*アイリッシュアイズ Irish Eyes 1928 鹿毛 オーストラリア                       | Liena                                                                               | Brattle F-No.1-c   |                  |

父は当時の日本競馬を代表する種牡馬の1頭。母は競走馬時代に10勝を挙げ、1947年の天皇賞（秋）で2着するなど活躍した。その4代孫にGI競走3勝を挙げたライスシャワーがいる。